# Fulbert Youlou

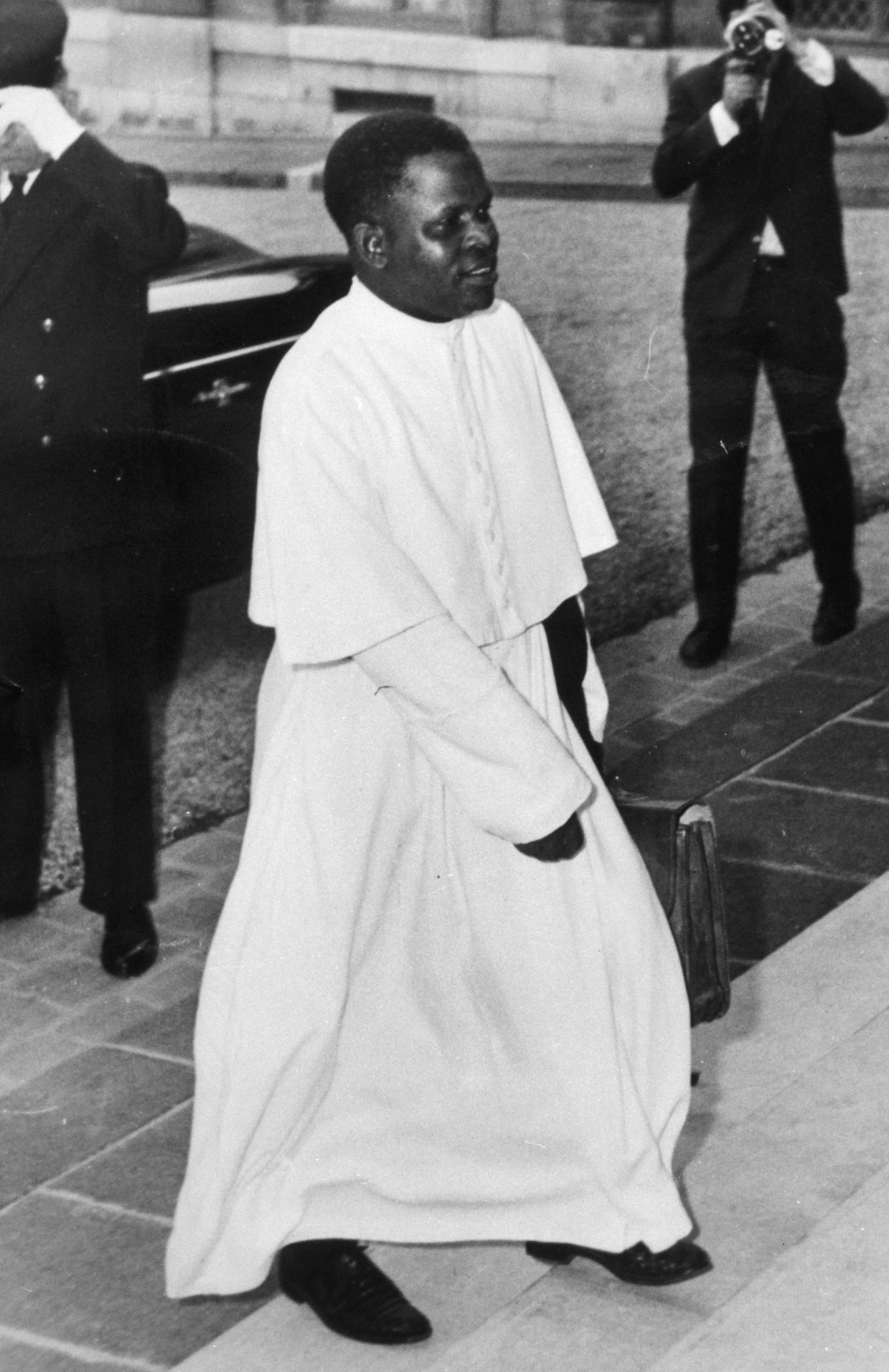
Fulbert Youlou im Priestergewand, 1963

Fulbert Youlou (* 19. Juli 1917 in Madibou; † 5. Mai 1972 in Madrid) war erster Präsident der Republik Kongo.

## Katholischer Geistlicher
Youlou wurde in Madibou bei Brazzaville geboren, er gehörte dem Lari-Stamm an. Als Kind entschied er sich für die Priesterlaufbahn und besuchte ab 1929 ein Seminar in Brazzaville. Später studierte er in Akono und Yaoundé in Kamerun. Dort lernte er Barthélemy Boganda, den späteren Premierminister der Zentralafrikanischen Republik, kennen. Er arbeitete zeitweise als Lehrer und studierte dann in Libreville und Brazzaville Theologie. Nach seiner Priesterweihe im Juni 1946 wurde er Vikar einer Gemeinde in Brazzaville.

## Politik
Youlous politische Laufbahn begann noch in der Zeit als der Kongo Teil Französisch-Äquatorialafrikas war.
Bei den französischen Parlamentswahlen von 1956 kandidierte Youlou ohne Erfolg, galt aber als unangefochtener Führer des Lari-Stammes. Gegen die im Land dominierende sozialistische Partei MSA (mit der französischen SFIO verbunden) gründete er im selben Jahr die Partei Union Démocratique de la Défense des Intérêts Africains (UDDIA) und die Zeitschrift Cette Semaine (Diese Woche). Im November 1956 erzielte die Partei große Erfolge bei den Kommunalwahlen, Youlou wurde Bürgermeister der Hauptstadt Brazzaville, sein Verbündeter Stéphane Tchichiellé gewann in Pointe-Noire. Im März 1957 fanden im Kongo Parlamentswahlen statt, in denen MSA und UDDIA jeweils 21 der 45 Sitze errangen. Der Führer der MSA Jacques Opangault wurde Regierungschef, Youlou Landwirtschaftsminister. Er trat mit seiner Partei der in ganz Französisch-Afrika verbreiteten Sammlungsbewegung Rassemblement Démocratique Africain (RDA) bei. Youlou trat öffentlich im Priestergewand auf und nannte sich Abbé, obwohl er 1956 sein geistliches Amt verloren hatte, da er ein Gelübde gebrochen hatte. Er unterstützte im September 1958 de Gaulles Verfassungsreferendum für die Fünfte Republik und wurde im November Regierungschef der Kongo, nachdem ein Abgeordneter der MSA die Seiten gewechselt hatte. Zwischen den beiden großen Parteien, die sich jeweils auf unterschiedliche Stämme stützten, wuchsen die Spannungen: Im Januar 1959 kam es in Brazzaville und Pointe-Noire zu blutigen Auseinandersetzungen mit etwa 200 Toten. Youlou löste das Problem, indem er Opangault und andere Oppositionelle in Haft nehmen ließ. Bei Wahlen gewann seine Partei im Juli 51 der nunmehr 61 Sitze und er konnte das Präsidentenamt übernehmen. Sein Konkurrent Opangault erreichte ebenfalls ein Abgeordnetenmandat, saß aber noch im Gefängnis. Beide versöhnten sich rasch, Opangault wurde Minister und gemeinsam enthüllten sie bei den Feiern zur Unabhängigkeit der Kongolesischen Republik am 15. August 1960 eine Statue des Generals de Gaulle.

## Präsident
Die von Youlou angestrebte Union der vier bisherigen Territorien Französisch-Äquatorialafrikas kam wegen des Widerstandes Gabuns nicht zustande. Er mischte sich 1960 in die Krise im bisherigen Belgisch-Kongo ein und unterstützte zunächst Joseph Kasavubu, der einem verwandten Bakongo-Stamm angehörte, dann aber Moise Tschombé. 1960 war er Gastgeber zweier Konferenzen in Brazzaville, bei denen afrikanische Führer über die Lösung der Kongokrise berieten. Im selben Jahr fand auf seine Initiative hin in Brazzaville auch eine Konferenz verschiedener anti-kolonialer Gruppen aus Angola statt; das Ziel der Bildung einer gemeinsamen Front wurde jedoch nicht erreicht. 1962 schaffte Youlou in seinem Land die Demokratie ab; seine UDDIA wurde Einheitspartei.

## Exil
Youlous Präsidentschaft endete kurz darauf. Im Juli noch auf Staatsbesuch in Wien wurde er nach schweren Unruhen am 15. August 1963 durch einen Militärputsch gestürzt und eingesperrt. Als Moise Tschombé im benachbarten Léopoldville Ministerpräsident wurde, soll er Youlous Flucht über den Kongo im Februar 1962 organisiert haben. Bis zu Tschombés Sturz wenige Monate später versuchte er von Léopoldville aus in Brazzaville wieder an die Macht zu kommen. Nach Mobutus Putsch am 25. November 1965 war er nicht mehr erwünscht und floh Anfang 1966 nach Europa. Als er nicht nach Frankreich einreisen durfte, ging er nach Spanien ins Exil, wo er 1972 starb.
Seine Nachfolger schlugen zwar einen marxistischen Kurs ein, hielten aber meist an Youlous Anlehnung an de Gaulle und Frankreich fest.